# Utricularia oliveriana
Utricularia oliveriana är en tätörtsväxtart som beskrevs av Julian Alfred Steyermark. Utricularia oliveriana ingår i släktet bläddror, och familjen tätörtsväxter. Inga underarter finns listade i Catalogue of Life.